# مثلث تگزاس
مثلث تگزاس (انگلیسی: Texas Triangle) یکی از ابرمناطق ایالات متحده آمریکا است. این ابرمنطقه از کلان‌شهرهای دالاس-فورت ورث، هیوستون، آستین و سن آنتونیو تشکیل شده‌است که به وسیله بزرگراه شماره ۴۵، بزرگراه شماره ۱۰ و بزرگراه شماره ۳۵ به یکدیگر متصل شده‌اند.

## نگارخانه

نقشه مثلث تگزاس
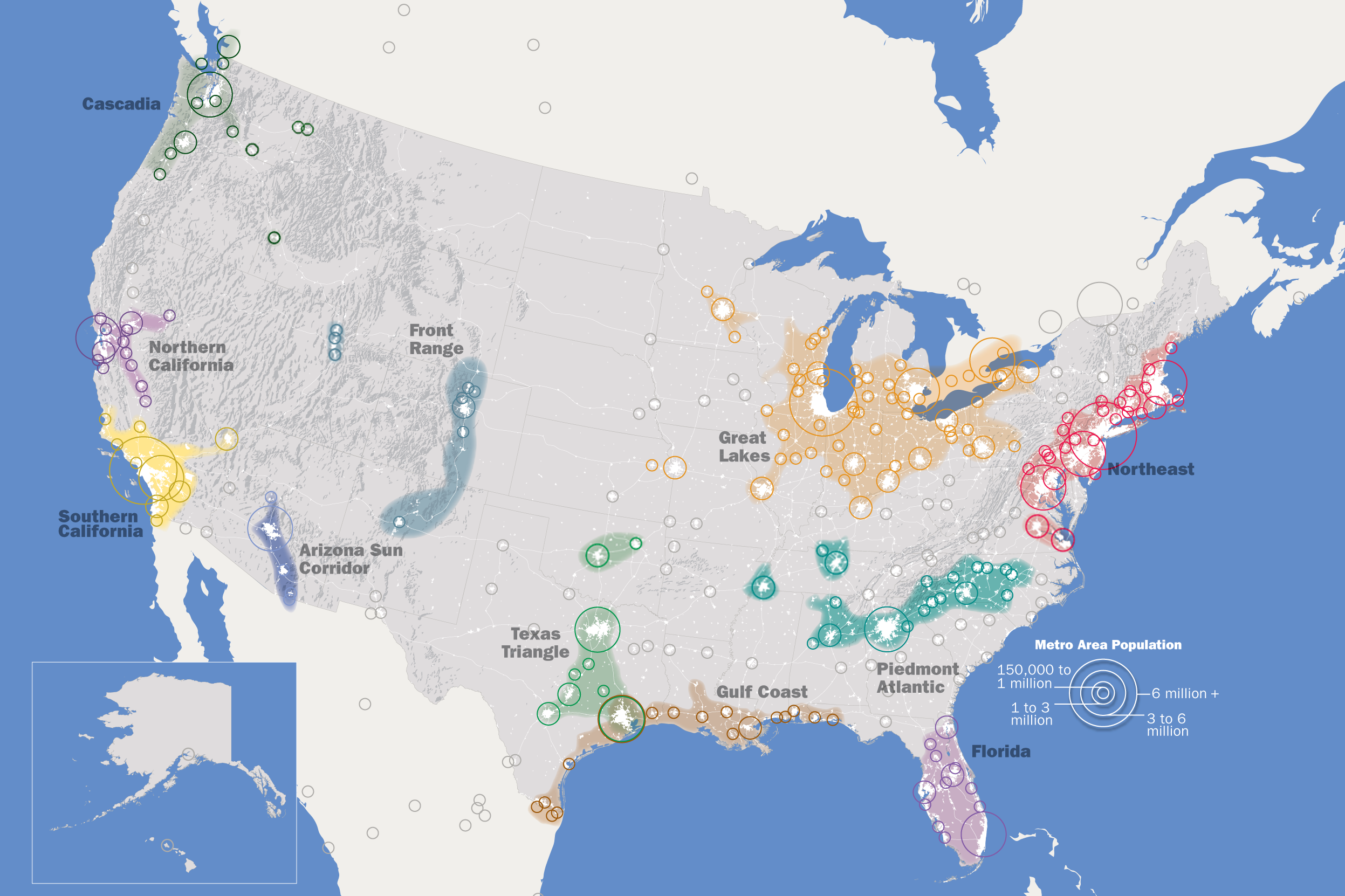
نقشه ابرمناطق ایالات متحده آمریکا
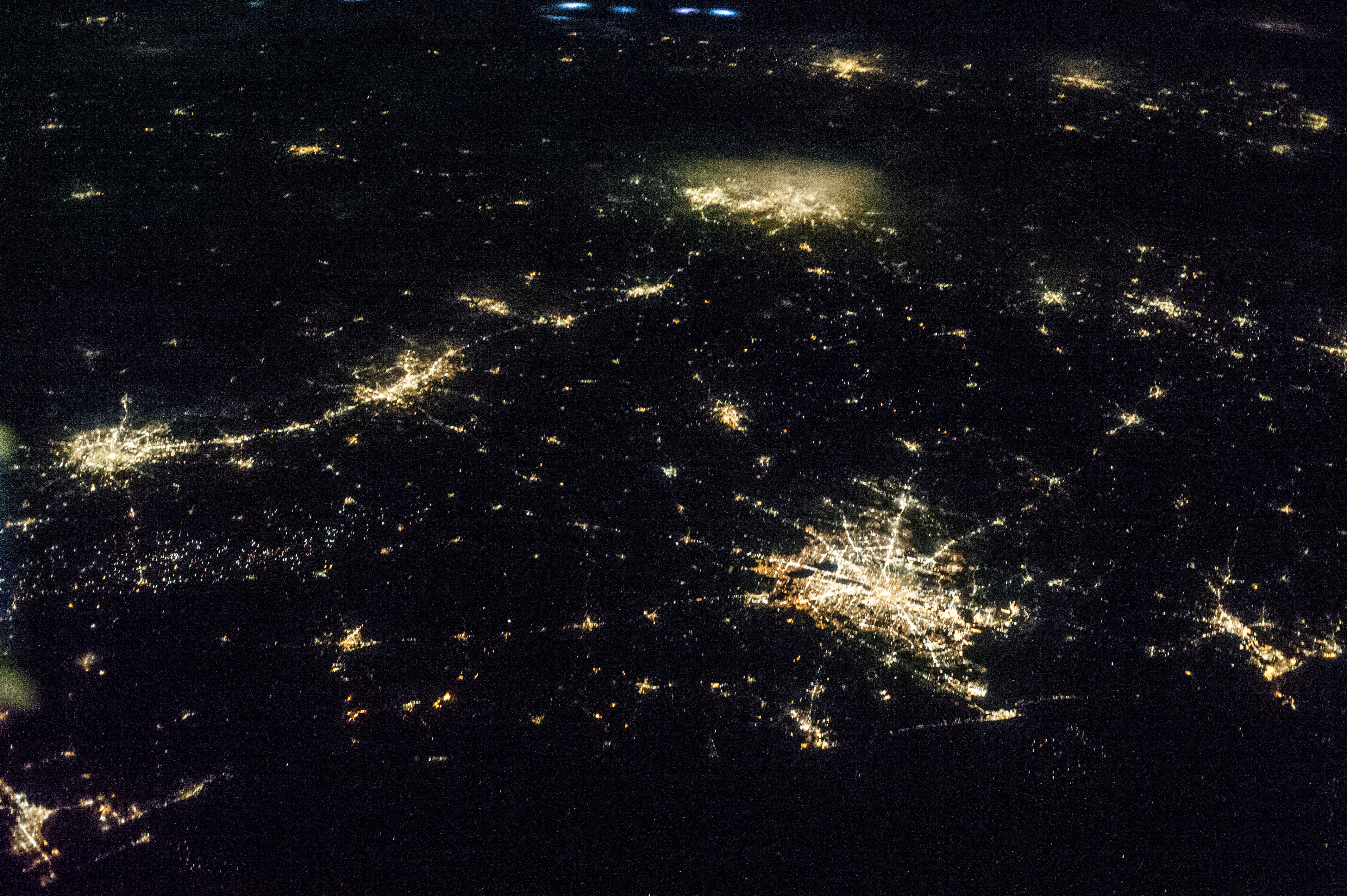
تصویر ماهواره‌ای مثلث تگزاس در شب